# Inxent
Inxent är en kommun i departementet Pas-de-Calais i regionen Hauts-de-France i norra Frankrike. Kommunen ligger i kantonen Étaples som tillhör arrondissementet Montreuil. År 2022 hade Inxent 157 invånare.

## Befolkningsutveckling
Antalet invånare i kommunen Inxent
| Referens: INSEE |